# De blaa Drenge
De blaa Drenge er en dansk film fra 1933. En fin filmfarce om en meget individualistisk lærerinde, der kommer til teatret.

## Medvirkende
- Liva Weel
- Johannes Meyer
- Karen Lykkehus
- Knud Heglund
- Svend Bille
- Nina Kalckar
- Schiøler Linck
- Helga Frier
- Sigfred Johansen
- Mathilde Nielsen
- Ib Schønberg
- Lis Løwert